# آلساندرو (بازیکن فوتبال، زاده ۱۹۸۸)
الساندرو فیلیپه اولتراماری (به انگلیسی: Alessandro Felipe Oltramari) که بیشتر به الساندرو مشهور است، دروازه‌بان فوتبال اهل برزیل است.

## افتخارات
- جام حذفی فوتبال برزیل: ۲۰۱۱